# Jim Miller (Schlagzeuger)
Jim Miller (* 1953 oder 1954 in Indianapolis; † 25. Februar 2019) war ein US-amerikanischer Jazzmusiker (Schlagzeug, Komposition), der in der Musikszene Philadelphias aktiv war.

## Leben und Wirken
Miller wuchs in Indianapolis auf und kam 1977 erstmals auf einer Tournee 1977 nach Philadelphia. In der Stadt wurde er als Mitbegründer der Fusion-Band Reverie bekannt, in der die Keyboarder Mark Knox, Bassist Gerald Veasley und Saxophonist EJ Yellin spielten, ferner Gastmusiker wie Jef Lee Johnson. Des Weiteren arbeitete er ab den 1980er-Jahren in Philadelphia mit Johnny Coles, John Blake Jr., Al Grey, Reggie Workman, Larry McKenna, Richie Cole, Charles Fambrough, Randy Brecker, Buddy DeFranco und Tyrone Brown. Außerdem gehörte Miller den Bands von Evelyn Simms, Eddie Green und Denis DiBlasio an. 1986 gründete er das Musiklabel Dreambox Media, das 1999 vom Philadelphia Magazine mit dem Best of Philly Award als bestes Jazzlabel ausgezeichnet wurde.
Miller ist ferner Autor des Buchs A Brief History of Time-Keeping: From Baby Dodds to Jack DeJohnette. In späteren Jahren leitete er die Formation Miller Time, mit der er drei Alben vorlegte. Mehrere seiner Kompositionen wurden in das Real Philadelphia Book (Temple University Press) aufgenommen, einem Kompendium von Jazz- und Blues-Kompositionen von Musikern, die mit der Stadt verbunden sind. Miller erhielt 2013 von der Jazz Journalists Association für seine Verdienste für die Region Philadelphia den Jazz Hero Award. Im Bereich des Jazz war er zwischen 1980 und 2010 an circa 40 Aufnahmesessions beteiligt, u. a. auch mit Suzanne Cloud, Jim Ridl und zuletzt mit der Formation Monkadelphia (Album Crepuscule, mit Chris Farr, Tony Micelli, Tom Lawton, Micah Jones). Miller starb 2019 an den Folgen einer Sepsis im University of Pennsylvania Hospital.

## Diskographische Hinweise

### Alben mit Reverie
- Reverie (Encounter, 1979), mit Stan Slotter, E.J. Yellen, Mark Knox, Larry Coryell, Gerald Veasley
- Watch The Skies (1983), mit Steve Garand, Mike Galan, Doug Shick, E.J. Yellen, Mark Knox, Gerald Veasley, Nelson Gilfillian, Rachelle S. Barnmes
- In Concert (1984), mit E.J. Yellen, Mark Knox, Gerald Veasley
- Tunnel Vision (1990), mit Joey DeFrancesco, E.J. Yellen, Mark Knox, Jef Lee Johnson, Gerald Veasley

### Alben unter eigenem Namen
- A Brief History of Miller Time (rec. 1981–2005, ed. 2008)[3]
- …It’s Another (2003), mit Denis DiBlasio, E.J. Yellen, Randy Sutin, Jim Ridl, Mark Knox, Jef Lee Johnson, Tyrone Brown, Steve Varner, Suzanne Cloud u. a.
- Jim Miller & Miller Time ´: If It’s Not One Thing… (2003) dto.